# 8882 Sakaetamura
8882 Sakaetamura (1994 AP2) là một tiểu hành tinh vành đai chính được phát hiện ngày 10 tháng 1 năm 1994 bởi K. Endate và K. Watanabe ở Kitami.